# Adrenomyodystrophie
Die Adrenomyodystrophie ist eine extrem seltene erbliche Erkrankung mit kongenitaler Muskeldystrophie, Störung der Nebennierenrinde, Leber, Hornhaut, des Nervensystems, des Magen-Darm-Traktes und der Harnblase.
Bislang wurden lediglich im Jahre 1979 zwei Kinder vom Freiburger Kinderarzt Wolfgang von Petrykowsky und seinen Mitarbeitern beschrieben.

## Klinische Erscheinungen
Klinische Kriterien sind:
- Manifestation im  Säuglingsalter
- Primäre Nebennierenrindeninsuffizienz mit Hyperpigmentation
- Muskeldystrophie
- Psychomotorische Retardierung
- Chronische Gedeihstörung
- Fettleber
- Megalokornea
- Chronische Obstipation

## Differentialdiagnose
Abzugrenzen sind:
- Angeborene Nebennierenrindenhyperplasie
- Myotone Dystrophie Typ 1 und Myotone Dystrophie Typ 2
- Zellweger-Syndrom
- Spinale Muskelatrophie Typ Werdnig-Hoffmann
- Adrenoleukodystrophie
- Glycerol-Kinase-Mangel

## Heilungsaussicht
Die beschriebenen Kinder verstarben innerhalb weniger Jahre.